# Kollafjörður

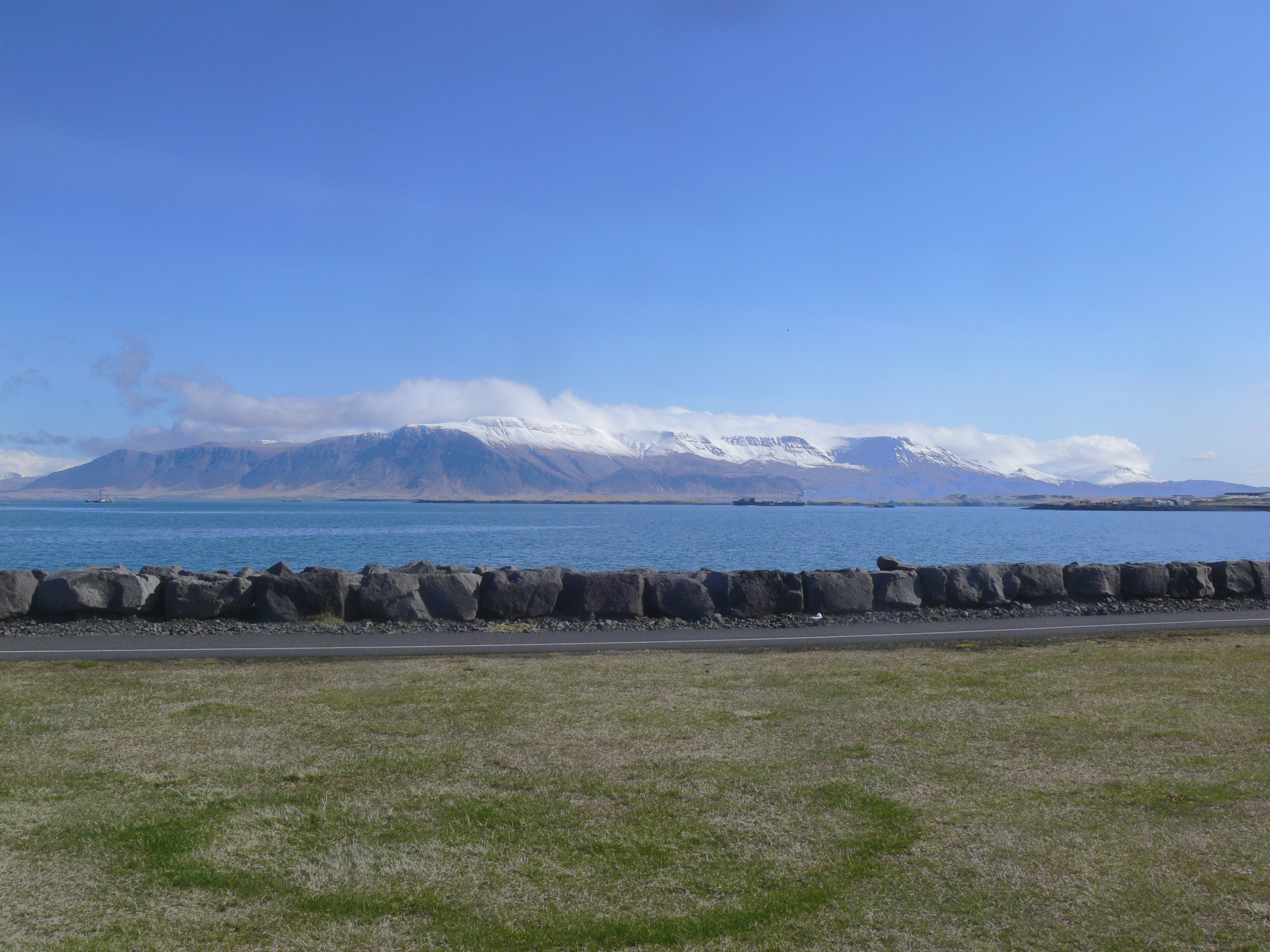
Vista de Kollafjörður des de Seltjarnarnes amb el mont Esja al fons

El Kollafjörður és un fiord islandès situat a la regió de Gran Reykjavík al sud-oest del país.

## Localització
Kollafjörður es troba al nord de la capital d'Islàndia, Reykjavík, entre les penínsules de Seltjarnarnes i de Kjalarnes. Al nord, es troba emmarcat pel massís del mont Esja i al sud pel d'Álftanes. Banya els municipis de Reykjavík al nord, a l'est i al sud i el de Mosfellsbær al sud-est. És un dels fiords de la gran badia de Faxaflói, que cobreix el sud-oest d'Islàndia.

## Illes i illots
El seu litoral comprèn diverses badies separades per petites penínsules, i algunes illes deshabitades es troben al llarg del seu litoral meridional.